# Manuel Díaz Montava
Manuel Díaz Montava (Alcoy, 14 de mayo de 1957) es un deportista español que compitió en ciclismo adaptado en las modalidades de ruta y pista. Ganó una medalla de oro en los Juegos Paralímpicos de Sídney 2000 en la prueba de ruta tándem (clase abierta).

## Palmarés internacional
| Juegos Paralímpicos | Juegos Paralímpicos | Juegos Paralímpicos | Juegos Paralímpicos       |
| Año                 | Lugar               | Medalla             | Prueba                    |
| ------------------- | ------------------- | ------------------- | ------------------------- |
| 2000                | Sídney (Australia)  | Medalla de oro      | Ruta tándem clase abierta |